# سيغينيت
السيغينيت هو معدن كبريتيد نيكل الكوبالت يوجد في الرواسب البنية ، باتشيلور ، الإقليم الشمالي ، أستراليا .